# Тлустомости
Тлустомости (пол. Tłustomosty) — село в Польщі, у гміні Баборув Ґлубчицького повіту Опольського воєводства.
Населення — 658 осіб (2011).

## Демографія
Демографічна структура станом на 31 березня 2011 року:
|          | Загалом | Допрацездатний вік | Працездатний вік | Постпрацездатний вік |
| -------- | ------- | ------------------ | ---------------- | -------------------- |
| Чоловіки | 325     | 70                 | 225              | 30                   |
| Жінки    | 333     | 60                 | 204              | 69                   |
| Разом    | 658     | 130                | 429              | 99                   |